# Isola Eddy
Eddy (in aleutino Ugidaagamax) è un'isola disabitata delle isole Andreanof, nell'arcipelago delle Aleutine, e appartiene all'Alaska (USA). Si trova all'entrata sud della Bay of Islands (baia delle isole) sulla costa occidentale di Adak; è lunga 800 m.
È stata così nominata (eddy significa "vortice" in inglese) da una spedizione della U.S. Navy Aleutian Island Survey, nel 1934, a causa dei vortici nelle sue acque.